# Го-го-го, коза
Го-го-го, Коза — пісня щедрувальників при водінні кози. Українські ходження з Козою належать до обрядів новорічних і щедровечірніх і мають свою власну міфологічну орієнтацію й характеристику.
Імовірно, Коза уособлювала родючість і життєдайну силу. Очевидно, що образ цієї тварини був пов'язаний також з культом предків. Водячи Козу, люди намагалися не тільки заворожити гарний врожай на майбутній рік, а й, прикликавши силу померлих родичів, відродити разом з народженням нового року добру енергію для цілого роду.
Ціла низка дослідників вважає, що коза і вовк є тотемними тваринами племен, з яких сформувався український народ. Серед них — О. Знойко, В. Давидюк, Г. Лозко. При цьому коза як тотем притаманна для переважної частини України від Київщини й Чернігівщини до Гуцульщини в Карпатських горах, а ознаки вовка як тотема поширені на волинському Поліссі й частково чернігівському Поліссі.
«Го-го-го, Коза» разом з колядками «Добрий вечір тобі, пане господарю» і «Во Вифлеємі нині новина» звучала у художньому фільмі режисера Сергія Параджанова «Тіні забутих предків».
У січні 2019 криворізький фольк-гурт Роялькіт випустив кліп на цю пісню.

## Текст
Го-го-го Коза, го-го сірая
Ой розходися-розвеселися
По сьому двору по веселому!
Де Коза ходить там жито родить
Де не буває там вилягає!
Де Коза ногою там жито копою
Де Коза рогом там жито стогом!
А в Михайлівці всі хлопці-стрільці
Стрелили Козу в правеє вушко
В правеє вушко в саме сердечко
Пуць Коза впала нежива стала
А Міхоноша бере дудочку
Надима Козі тай у жилочку!
Надулась жила Коза ожила!
Тай пішла Коза тай стрибаючи
Тай гасаючи своїх діточок тай шукаючи!

## Варіант
| Ого-го-го, козо небого! Насіяв наш пан пшениці много. Пшениці много, нічого брати, Треба козуні добре скакати. Скачи, козуню, по яворові, Дай бог здоров'я господарові! Скачи, козуню, по явориньці, Дай бог здоров'я та й господариньці! Скачи, козуню, по яворинятам, Дай бог здоров'я тим дитинятам! Ого-го-го, козо небого! Скачи, козуню, скачи, небого! Там на долині вирили свині, Там коло груші виїли гуси. | Ой там на полю ходили воли, Там коло лози виїли кози. Ого-го-го, козо небого! Ой зятю, зятю, возьми мою дочку, Дам ти за дочку сіна в'язочку! Сіна в'язочку та й полевую, І ще дівчину та й молодую! Ого-го-го, козо небого! Скачи, козуню, скачи небого. Ого-го-го, козо небого! Дав тобі наш пан півзолотого. Півзолотого нічого брати, Треба козуні добре скакати! Ого-го-го, козо небого! Скачи, козуню, скачи, небого! |

## Варіант зНіжинаЧернігівської області
Ого-го, коза, ого-го, сіра,
Недавно з Москви, з довгими кістьми…
(далі кілька куплетів пропущено)
Вдарив дід козу по сірому боку,
Тут коза впала, нежива стала.
У вашім домі, вашім хоромі
Приключилась нашій кізоньці біда.
Чи нема тут лікаря коновала,
Щоб наша кізонька на ноги стала?
Ого-го, коза, ого-го, сіра!

## Інший варіант з Чернігівщини
Добрий вечір вам, чесним господа(ря)м.
Ми не самі йдем, ми Козу ведем.
Коза не сама, з Козенятами,
За нею Вовчок з Вовченятами.
Вискочив Заєць, став Козу лаять,
«Ой, Козо, Козо, яка ти дурна.
Яка ти дурна, нерозумная,
Своїм діточкам та й не матінка.
Побігла б в садок, побігла в лєсок,
Нажала б трави повстяний мішок.
А в чисте поле ти їх погнала».
А в Бурлаковці всі всі люди стрільці.
На селі усі собиралися,
Раду радили, як Козу вбити.
Козу убили, славу зробили.
Тут Коза впала, нежива стала.
Лежить, не дише, хвіст не колише.
Ой, устань, Козо, да й розходися,
Старшому пану да й поклонися.
Старший пан іде, коляду несе,
Мірочка овса, наверх ковбаса,
Мірочку гречки на варенички.
(далі співається на іншу мелодію)
Як устав наш Козел,
Як пішов наш Козел,
І рикаючи, і брикаючи,
І на копиточках, і на золоточках.
Щоб цьому королю: І коровочка, і овечечки,
І вовнистенькі, і рунистенькі.
Здрастуйте! С празником!
З Новим годом!